# Wikariat Maia
Wikariat Maia − jeden z 22 wikariatów diecezji Porto, składający się z 18 parafii:
- Parafia Matki Bożej z Ó w Águas Santas
- Parafia św. Piotra w Avioso
- Parafia Narodzenia Najświętszej Maryi Panny w Avioso
- Parafia św. Marcina w Barca
- Parafia św. Antoniego w Corim
- Parafia Boskiego Zbawiciela w Folgosa
- Parafia Świętych Kosmy i Damiana w Gemunde
- Parafia Boskiego Zbawiciela w Gondim
- Parafia św. Faustyna w Gueifães
- Parafia św. Michała w Maia
- Parafia św. Jakuba w Milheirós
- Parafia Boskiego Zbawiciela w Moreira
- Parafia Matki Bożej z Ó w Nogueira
- Parafia Narodzenia Najświętszej Maryi Panny w Pedrouços
- Parafia św. Piotra Fins w São Pedro Fins
- Parafia Najświętszej Maryi Panny w Silva Escura
- Parafia św. Romana w Vermoim
- Parafia Najświętszej Maryi Panny w Vila Nova da Telha